# Breguet 27
O Breguet 27 foi um modelo de avião de reconhecimento biplano monomotor produzido pela Breguet no final dos 30.

## Especificações (Bre.270A.2)
Dados de: Taylor, WAIF.
Descrições gerais
- Tripulação: 2 - piloto e observador
- Comprimento: 9,76 m (32 ft)
- Envergadura: 17,01 m (56 ft)
- Altura: 3,55 m (12 ft)
- Área alar: 49,67 m² (535 ft²)
- Peso vazio: 1 756 kg (3 870 lb)
- Peso bruto (carregado): 2 393 kg (5 280 lb)

Motorização
- Número de motores: 1x
- Tipo do motor: Motor a pistão
- Fabricante/modelo: Hispano-Suiza 12Hb
- Potência por motor: 500 hp (373 kW)

Performance
- Velocidade máxima: 236 km/h (147 mph)
- Alcance bélico: 1 000 km (621 mi)
- Razão de subida: 3,4 m/s
- Tecto de serviço: 7 900 m (25 900 ft)

Armamentos
- Metralhadoras/canhões: 

  - 1x Vickers de 7,7 mm (0,303 in)
  - 2x Lewis de 7,7 mm (0,303 in)
- Bombas: 120 kg (265 lb) de bombas